# Pretzsch (Elbe)
Pretzsch (Elbe) – dzielnica miasta Bad Schmiedeberg w Niemczech, w kraju związkowym Saksonia-Anhalt, w powiecie Wittenberga, nad Łabą. Liczy 1 595 mieszkańców (2007).

## Historia
Pierwsza informacja o Pretzsch (Elbe) pojawia się w dokumencie Ottona II z 981 r. W XVIII wieku stanowił rezydencję królowej Polski - Krystyny Eberhardyny, żony Augusta II. W latach 30. XX wieku w miejscowej piekarni pracował Erwin Strittmatter. Do 31 maja 2009 Pretzsch (Elbe) był samodzielnym miastem.
Przez Pretzsch przebiega droga krajowa B182.
Z miejscowością związany był niemiecki muzyk Friedrich Wieck.

## Zabytki
- renesansowy zamek z XVI wieku

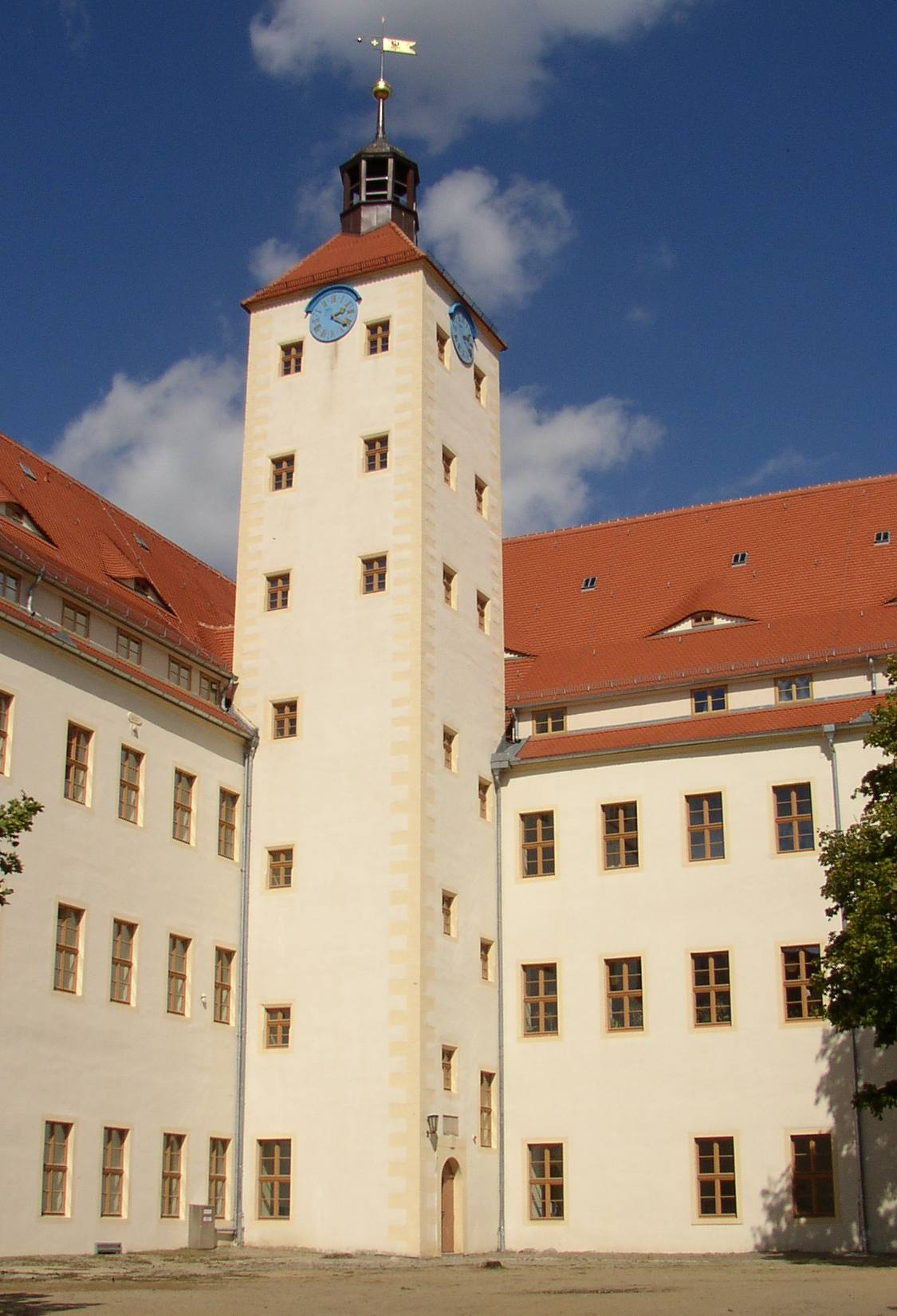
Zamek

- dom Friedricha Wiecka, wybudowany w 1725 r.
- późnogotycki kościół parafialny, przebudowany w stylu barokowym przez Matthäusa Daniela Pöppelmanna, z grobem królowej Krystyny Eberhardyny
- muzeum z XVIII wieku (Heimatmuseum)